# Berny Burke
Berny Thomas Burke Montiel (Guápiles, 16 marzo 1996) è un calciatore costaricano, attaccante del Santos de Guápiles.

## Carriera

### Club
Cresciuto nel settore giovanile del Santos de Guápiles, ha esordito in prima squadra il 24 aprile 2014 disputando l'incontro di Primera División perso 0-3 contro l'Univ. de Costa Rica.

### Nazionale
Ha militato nelle nazionali giovanili costaricane Under-17, Under-20 ed Under-23.

## Statistiche

### Presenze e reti nei club
Statistiche aggiornate al 14 gennaio 2022.
| Stagione                  | Squadra                   | Campionato                | Campionato | Campionato | Coppe nazionali | Coppe nazionali | Coppe nazionali | Coppe continentali | Coppe continentali | Coppe continentali | Altre coppe | Altre coppe | Altre coppe | Totale | Totale |
| Stagione                  | Squadra                   | Comp                      | Pres       | Reti       | Comp            | Pres            | Reti            | Comp               | Pres               | Reti               | Comp        | Pres        | Reti        | Pres   | Reti   |
| ------------------------- | ------------------------- | ------------------------- | ---------- | ---------- | --------------- | --------------- | --------------- | ------------------ | ------------------ | ------------------ | ----------- | ----------- | ----------- | ------ | ------ |
| 2013-2014                 | Santos de Guápiles        | PD                        | 1          | 0          |                 | -               | -               |                    | -                  | -                  |             | -           | -           | 1      | 0      |
| 2014-2015                 | Santos de Guápiles        | PD                        | 17         | 1          |                 | -               | -               |                    | -                  | -                  |             | -           | -           | 17     | 1      |
| 2015-2016                 | Santos de Guápiles        | PD                        | 29         | 1          |                 | -               | -               |                    | -                  | -                  |             | -           | -           | 29     | 1      |
| Totale Santos de Guápiles | Totale Santos de Guápiles | Totale Santos de Guápiles | 47         | 2          |                 | -               | -               |                    | -                  | -                  |             | -           | -           | 47     | 2      |
| 2016-2017                 | Santa Clara               | SL                        | 35         | 0          | CP+CdL          | 3+1             | 0               |                    | -                  | -                  |             | -           | -           | 39     | 0      |
| 2017-gen. 2018            | Santa Clara               | SL                        | 1          | 0          | CP+CdL          | 1+1             | 0               |                    | -                  | -                  |             | -           | -           | 3      | 0      |
| Totale Santa Clara        | Totale Santa Clara        | Totale Santa Clara        | 36         | 0          |                 | 6               | 0               |                    | -                  | -                  |             | -           | -           | 42     | 0      |
| gen.-giu. 2018            | Santos de Guápiles        | PD                        | 2          | 0          |                 | -               | -               |                    | -                  | -                  |             | -           | -           | 2      | 0      |
| 2018-2019                 | Herediano                 | PD                        | 17         | 0          |                 | -               | -               | CL                 | 1                  | 0                  |             | -           | -           | 18     | 0      |
| 2019-2020                 | Herediano                 | PD                        | 40         | 4          |                 | -               | -               | CCL+CL             | 0+1                | 0                  |             | -           | -           | 41     | 4      |
| 2020-2021                 | Herediano                 | PD                        | 27         | 1          |                 | -               | -               | CL                 | 1                  | 0                  |             | -           | -           | 28     | 1      |
| 2021-gen. 2022            | Herediano                 | PD                        | 8          | 1          |                 | -               | -               |                    | -                  | -                  |             | -           | -           | 8      | 1      |
| Totale Herediano          | Totale Herediano          | Totale Herediano          | 92         | 6          |                 | -               | -               |                    | 3                  | 0                  |             | -           | -           | 95     | 6      |
| gen.-giu. 2022            | Sporting San José         | PD                        | 0          | 0          |                 | -               | -               |                    | -                  | -                  |             | -           | -           | 0      | 0      |
| Totale carriera           | Totale carriera           | Totale carriera           | 177        | 8          |                 | 6               | 0               |                    | 3                  | 0                  |             | -           | -           | 186    | 8      |